# Pusiola poliosia
Pusiola poliosia är en fjärilsart som beskrevs av Sergius G. Kiriakoff 1958. Pusiola poliosia ingår i släktet Pusiola och familjen björnspinnare. Inga underarter finns listade.